# Lotte Jacobi
Lotte Jacobi (właśc. Johanna Alexandra Jacobi, ur. 17 sierpnia 1896 w Toruniu, zm. 6 maja 1990 w Concord w stanie New Hampshire) – niemiecka fotografka.

## Życiorys
Wywodziła się z rodziny o tradycjach fotograficznych – jej pradziadek założył w Toruniu zakład, który prowadzono przez pokolenia. W Toruniu mieszkała przez pierwsze dwa lata życia. Potem rodzina przeprowadziła się do Poznania, gdzie mieszkała przez następne 23 lata. Jej ojciec (Sigismund) prowadził zakład fotograficzny nieopodal Placu Wolności. Tu, na podwórzu, w 1909 wykonała swoje pierwsze zdjęcie. Uczęszczała też na kursy recytacji i historii sztuki na Akademii Królewskiej. W tym czasie wzrosło w niej przekonanie, że chce studiować fotografię, najlepiej w Londynie. Przeszkodziła temu I wojna światowa. W 1916 wyszła za mąż za syna poznańskiego kupca. Na przełomie 1920 i 1921 opuściła Poznań, już jako matka.
W latach 1925–1927 studiowała w Monachium, następnie prowadziła w Berlinie pracownię fotograficzną. W 1935 wyemigrowała do Stanów Zjednoczonych, mieszkała w Nowym Jorku (do 1955) i New Hampshire (do końca życia). Jest znana z portretów takich postaci jak: Albert Einstein, Thomas Mann, Marc Chagall, Eleanor Roosevelt, J.D. Salinger, Billie Holiday, Käthe Kollwitz.

## Nagrody
- 1983: Nagroda im. Ericha Salomona[4].